# Porta Valbona
Porta Valbona è la principale porta urbica della cinta muraria di Urbino, nelle Marche.

## Storia
Porta Valbona si apre su piazza del Mercatale. La sua importanza è determinata dal fatto che immette su via Mazzini, la principale via della città.
In origine la primitiva porta della contrada di Valbona, doveva sorgere probabilmente più a monte, nella parte alta dell'odierna via G. Mazzini, nell'ambito della seconda cerchia muraria, risalente al XII secolo. Quando poi fu realizzata la terza cerchia, tra il XIII ed il XIV secolo, questa Porta fu ricostruita più a valle, nel sito odierno.
Fu ricostruita nel XV secolo, quando venne realizzato il terrapieno del Mercatale, sotto il duca Federico. Fu rifatta verso il 1571, nell'ambito dei festeggiamenti per il matrimonio tra il futuro duca Francesco Maria II e Lucrezia d'Este. Poi, nel 1621, tra gli abbellimenti (temporanei e permanenti) disposti dalla comunità cittadina per accogliere i novelli sposi, Federico Ubaldo della Rovere e Claudia de' Medici, vi furono anche alcuni interventi su questa Porta, tra cui l'apposizione al centro del fregio dell'epigrafe dedicata ai due coniugi; riportante il seguente testo: "URBINUM ROMANORUM ANTIQUISSIMUM MUNICIPUM / UMBRIAE OLIM VETUSTISSIMA CIVITAS / MODO INTER PICENI MAIORES / LONGE TAMEN HISCE TEMPORIBUS / SUB SERENISSIMUS DUCIBUS SUIS CLARIOR / SED ILARIOR NUMQUAM / FEDERICO ET CLAUDIAE PRINCIBUS / FASTUM ET FOECUNDUM PRAECATUR CONIUGIUM". Inoltre sul basamento al centro del frontone spezzato, vi fu collocata una statua della Fama, andata perduta dopo il XVIII secolo, assieme alle due statue nelle nicchie laterali, che dovevano raffigurare Umbro Suasso (mitico fondatore della città) e Federico da Montefeltro.
Agli inizi del XVIII secolo, il Papa urbinate Clemente XI volle ammodernare l'edificio, commissionando l'intervento all'architetto Carlo Fontana, ma alla fine furono aggiunte solo le due aquile, poste ai lati della porta, opera di Giovan Francesco Buonamici. La porta fu restaurata in occasione del giubileo del 1950, come testimonia l'iscrizione posta sulla sommità, al centro del frontone spezzato; riportante il seguente testo: "ANNO IUBILAEI / MCML / AERE PUBLICO / PRISTINI OPERIS / AD EXEMPLAR / RESTITUTUM".